# Volby do Zastupitelstva města Tábora 2010
Volby do Zastupitelstva města Tábora proběhly v pátek a sobotu 15. a 16. října 2010. Odvolilo celkem 12 759 lidí, což odpovídá volební účasti 44,03 %.
| Výsledky   | Výsledky   | Výsledky | Výsledky | Výsledky |
| ---------- | ---------- | -------- | -------- | -------- |
| strana     |            |          |          | %        |
| ČSSD       | ČSSD       |          | 21,8     | 21,8     |
| ODS        | ODS        |          | 19,2     | 19,2     |
| Tábor 2020 | Tábor 2020 |          | 18,9     | 18,9     |
| KSČM       | KSČM       |          | 14,1     | 14,1     |
| TOP 09     | TOP 09     |          | 10,5     | 10,5     |
| JiNAK!     | JiNAK!     |          | 7,7      | 7,7      |

## Situace před volbami
Po předchozích volbách vládla v Táboře koalice ODS a hnutí Tábor 2020 se starostkou Hanou Randovou (ODS). Toto spojenctví ale v první polovině roku 2010 doznávalo značných thrlin; 4. května vyvolává lídr Tábora 2020 Jiří Fišer smírčí jednání s koaličním partnerem. To však končí neúspěšně; 2. června koalice padla a Fišer odstupuje z funkce radního.
Květnové parlamentní volby v okrese těsně vyhrála ODS; Tábor řeší černou stavbu bývalého zastupitele za ČSSD Ladislava Suchánka. Městský úřad před volbami zrušil mítink DSSS, za což jej strana žaluje a spor vyhrává.

## Výsledky
|        |                                                                           |    |                  |        |         |         |     |  |
| Strana | Strana                                                                    | Č. | Lídr             | Hlasy  | %       | Mandáty | +/– |  |
|        | Česká strana sociálně demokratická                                        | 3  | Emil Nývlt       | 68 348 | 21,78 % | 6/27    | 1 ▲ |  |
|        | Občanská demokratická strana                                              | 7  | Hana Randová     | 60 222 | 19,19 % | 6/27    | 3 ▼ |  |
|        | Tábor 2020                                                                | 11 | Jiří Fišer       | 59 345 | 18,91 % | 6/27    | 1 ▼ |  |
|        | Komunistická strana Čech a Moravy                                         | 9  | Ladislav Šedivý  | 44 081 | 14,05 % | 4/27    | ▬   |  |
|        | TOP 09                                                                    | 10 | Petr Krůček      | 32 806 | 10,45 % | 3/27    | 3 ▲ |  |
|        | JiNAK! – sdružení zelených, Strany pro otevřenou společnost a nezávislých | 5  | Michaela Petrová | 24 270 | 7,73 %  | 2/27    | ▬   |  |
|        | Věci veřejné                                                              | 6  | Tomáš Snášel     | 15 531 | 4,95 %  | 0       | —   |  |
|        | Křesťanská demokratická unie - Čsl. strana lidová                         | 2  | Viktor Mačura    | 2 299  | 1,97 %  | 0       | —   |  |
|        | Strana Práv Občanů ZEMANOVCI                                              | 4  | Miroslav Ryba    | 4 273  | 1,59 %  | 0       | —   |  |
|        | Česká pirátská strana                                                     | 8  | Jiří Feik        | 712    | 1,22 %  | 0       | —   |  |
|        | Dělnická strana sociální spravedlnosti                                    | 1  | Jaroslav Mrúz    | 1 786  | 0,90 %  | 0       | —   |  |
| Zdroj: |                                                                           |    |                  |        |         |         |     |  |

## Zvolení zastupitelé
| Zastupitel(ka)      | Strana              | Počet hlasů | Pořadí        | Pořadí   | Poznámka    |
| Zastupitel(ka)      | Strana              | Počet hlasů | na kandidátce | výsledné | Poznámka    |
| ------------------- | ------------------- | ----------- | ------------- | -------- | ----------- |
| Petr Vošta          | nestr. / ČSSD       | 3 124       | 9.            | 1.       |             |
| Jan Babor           | ČSSD                | 3 071       | 3.            | 2.       |             |
| Emil Nývlt          | ČSSD                | 2 903       | 1.            | 3.       |             |
| Olga Bastlová       | ČSSD                | 2 788       | 2.            | 4.       |             |
| Miroslav Smetana    | ČSSD                | 2 551       | 4.            | 5.       |             |
| Aleš Gucko          | ČSSD                | 2 624       | 5.            | 6.       |             |
| Hana Randová        | ODS                 | 2 760       | 1.            | 1.       |             |
| Jaroslav Zvěřina    | ODS                 | 2 704       | 2.            | 2.       |             |
| Miroslav Tenkl      | ODS                 | 2 467       | 4.            | 3.       |             |
| Simona Žirovnická   | ODS                 | 2 373       | 3.            | 4.       |             |
| František Dědič     | ODS                 | 2 328       | 5.            | 5.       |             |
| Irena Ravandi       | ODS                 | 2 271       | 6.            | 6.       |             |
| Marek Slabý         | nestr. / Tábor 2020 | 3 333       | 5.            | 1.       |             |
| Radoslav Kacerovský | nestr. / Tábor 2020 | 3 128       | 4.            | 2.       |             |
| Zuzana Pečmanová    | Tábor 2020          | 3 037       | 3.            | 3.       |             |
| Jiří Fišer          | Tábor 2020          | 2 951       | 1.            | 4.       |             |
| František Korbel    | Tábor 2020          | 2 631       | 6.            | 5.       |             |
| Milan Kasl          | nestr. / Tábor 2020 | 2 487       | 20.           | 6.       |             |
| Ladislav Šedivý     | KSČM                | 2 035       | 1.            | 1.       |             |
| Václav Ebert        | KSČM                | 1 994       | 3.            | 2.       |             |
| Hana Škrdletová     | nestr. / KSČM       | 1 833       | 5.            | 3.       |             |
| Růžena Novotná      | KSČM                | 1 737       | 2.            | 4.       |             |
| Petr Krůček         | TOP 09              | 1 830       | 1.            | 1.       |             |
| Lenka Horejsková    | nestr. / TOP 09     | 1 774       | 7.            | 1.       |             |
| Jan Stach           | nestr. / TOP 09     | 1 583       | 3.            | 3.       |             |
| Michaela Petrová    | SZ / JiNAK!         | 1 383       | 1.            | 1.       |             |
| Jakub Smrčka        | nestr. / JiNAK!     | 1 308       | 5.            | 2.       | navržen SOS |

## Dopady voleb
Situace po volbách nebyla jednoznačná; ČSSD, ODS i Tábor 2020 získali shodně 6 mandátů a komunisté obhájili 4. Nově kandidující TOP 09 získala 3 zastupitele; do zastupitelstva se se 2 mandáty dostalo ještě hnutí JiNAK!, sdružující Stranu zelených, Stranu pro otevřenou společnost a nezávislé kandidáty. Tábor tvoří celkem 41 okrsků;    z nich v 19 vyhrála ČSSD, v 10 Tábor 2020, v 9 ODS, ve 2 KSČM a v jednom TOP 09. 
Poprvé od roku 1992 občanští demokraté nebyli nejsilnější stranou; nyní se pro spolupráci s nimi rozhodla ČSSD. Tato koalice ovšem nedisponovala dostatečným počtem hlasů, k většině je třeba alespoň 14 hlasů. Podle lídra KSČM Ladislava Šedivého mohou sociální demokraté počítat s jeho podporou.
Zatím vznikly dva bloky; první reprezentovaný ODS a ČSSD, druhý Táborem 2020, TOP 09 a JiNAK!. V sobotu 6. listopadu oznamuje Jiří Fišer (Tábor 2020) za trojblok dohodu se sociálními demokraty, čímž se toto uskupení rozpadá. Dle dohody připadlo místo starosty Fišerovi, lídr ČSSD Emil Nývlt se stává prvním místostarostou a jeho stranická kolegyně Olga Bastlová druhou místostarostkou. Za TOP 09 získává post 3. místostarostky Lenka Horejsková; v  městské radě získala sociální demokracie další 3 členy, koaliční partneři po jednom. ČSSD tedy měla v devítičlenné radě většinu; k důležitým rozhodnutím ale bylo dle koaliční dohody třeba dvoutřetinového souhlasu radních. Při volbě rady získali Jiří Fišer, Lenka Horejsková a radní Radoslav Kacerovský 1 hlas i mimo koalici. Nový starosta označil jako své priority: otevřený úřad vůči občanům, zapojení širšího okruhu lidí do občanského života a práce s neziskovým sektorem.

## Městská rada po volbách
| Portfej           | Člen rady           | Strana     |
| ----------------- | ------------------- | ---------- |
| Starosta          | Jiří Fišer          | Tábor 2020 |
| 1. místostarosta  | Emil Nývlt          | ČSSD       |
| 2. místostarostka | Olga Bastlová       | ČSSD       |
| 3. místostarostka | Lenka Horejsková    | TOP 09     |
| Člen rady         | Radoslav Kacerovský | Tábor 2020 |
| Člen rady         | Jan Babor           | ČSSD       |
| Člen rady         | Petr Vošta          | ČSSD       |
| Člen rady         | Miroslav Smetana    | ČSSD       |
| Člen rady         | Petr Krůček         | TOP 09     |